# Heliconiinae
Heliconiinae (perlemorsommerfugle) er en underfamilie af sommerfugle i 	Takvingefamilien. Fra Danmark kendes 11 arter.

## Arter og slægter
De 11 arter af perlemorsommerfugle, der er registreret i Danmark:
- Slægt Argynnis
  - Kejserkåbe (Argynnis paphia)
  - Markperlemorsommerfugl (Argynnis aglaja)
  - Østlig perlemorsommerfugl (Argynnis laodice)
  - Klitperlemorsommerfugl (Argynnis niobe)
  - Skovperlemorsommerfugl (Argynnis adippe)
- Slægt Issoria
  - Storplettet perlemorsommerfugl (Issoria lathonia)
- Slægt Brenthis
  - Engperlemorsommerfugl (Brenthis ino)
- Slægt Boloria
  - Moseperlemorsommerfugl (Boloria aquilonaris)
  - Brunlig perlemorsommerfugl (Boloria selene)
  - Rødlig perlemorsommerfugl (Boloria euphrosyne)
  - Violet perlemorsommerfugl (Boloria dia)

## Galleri
| Galleri med danske arter i Takvingefamilien |
| --- |
| Egentlige takvinger ↓ - Perlemorsommerfugle ↓ Randøjer ↓ - Monark - Leptidea sinapis - Iris - Apatura iris - Poppelsommerfugl - Limenitis populi - Hvid admiral - Limenitis camilla Egentlige takvinger - Kirsebærtakvinge - Nymphalis polychloros - Østlig takvinge - Nymphalis xanthomelas - Det hvide L - Nymphalis vaualbum - Sørgekåbe - Nymphalis antiopa - Dagpåfugleøje - Aglais io - Admiral - Vanessa atalanta - Tidselsommerfugl - Vanessa cardui - Nældens takvinge - Aglais urticae - Det hvide C - Polygonia c-album - Nældesommerfugl - Araschnia levana Pletvinger - Okkergul pletvinge Melitaea cinxia - Mørk pletvinge Melitaea diamina - Brun pletvinge Mellicta athalia - Askepletvinge Euphydryas maturna - Hedepletvinge Euphydryas aurinia Perlemorsommerfugle - Kejserkåbe Argynnis paphia - Østlig perlemorsommerfugl - Argynnis laodice - Markperlemorsommerfugl Argynnis aglaja - Skovperlemorsommerfugl Argynnis adippe - Klitperlemorsommerfugl - Argynnis niobe - Storplettet perlemorsommerfugl Issoria lathonia - Engperlemorsommerfugl Brenthis ino - Moseperlemorsommerfugl Boloria aquilonaris - Brunlig perlemorsommerfugl Boloria selene - Rødlig perlemorsommerfugl Boloria euphrosyne - Violet perlemorsommerfugl Clossiana dia Randøjer - Galathea Melanargia galathea - Sandrandøje Hipparchia semele - Skovbjergrandøje Erebia ligea - Græsrandøje Maniola jurtina - Engrandøje Aphantopus hyperanthus - Buskrandøje Pyronia tithonus - Moserandøje Coenonympha tullia - Okkergul randøje Coenonympha pamphilus - Perlemorrandøje Coenonympha arcania - Herorandøje Coenonympha hero - Skovrandøje Pararge aegeria - Vejrandøje Lasiommata megera - Skovvejrandøje Lasiommata maera - Bjergvejrandøje Lasiommata petropolitana |